# Lista ulic w Bełżycach
Lista ulic w Bełżycach – spis ulic w Bełżycach (miasto w województwie lubelskim, powiecie lubelskim, gminie Bełżyce).

## Główne ulice
Ulice, przez które przebiega/przebiegała droga wojewódzka albo stanowią drogę wylotową.

### Ulica Kościuszki
Ulica Kościuszki w Bełżycach ma długość ok. 1,9 km. Przed zbudowaniem obwodnicy Bełżyc była ona jedyną drogą wylotową w kierunku Opola Lubelskiego, Chodla, Krężnicy Okrągłej i Poniatowej oraz przebiegała nią trasa drogi wojewódzkiej nr 747. Przebiega przez Wzgórze, czyli dawną odrębną miejscowość, obecnie część Bełżyc. Numery posesji kończą się na 165, większość numerów to kilka posesji (np. 123B). Nazwa pochodzi od Tadeusza Kościuszki.
Przy ulicy znajduje się m.in. cmentarz rzymskokatolicki i kopiec Kościuszki.

### Ulica Lubelska
Ulica Lubelska to jedna z ważniejszych ulic miasta, ponieważ znajduje się przy niej wiele budynków urzędowych oraz innych ważnych ośrodków usługowych. Ponadto kończy swój bieg na niej wiele małych, osiedlowych uliczek. Wylatuje ona z Rynku i kieruje się na wschód. Wcześniej biegła tędy trasa drogi wojewódzkiej nr 834 (na odcinku Rynek – ul. Bychawska), jest więc ona zarówno drogą wylotową w kierunku Strzeszkowic, jak i częścią drogi wylotowej do Niedrzwicy Dużej i Bychawy. Jej nazwa pochodzi od miasta Lublin, gdyż jadąc nią w kierunku Strzeszkowic i kierując się dalej prosto można dojechać przez Krężnicę Jarą do Zemborzyc, dzielnicy Lublina. m.in.:
- Urząd miasta i gminy Bełżyce[8]
- Filia Powiatowego Urzędu Pracy w Lublinie[9]
- komisariat policji[10]
- szpital powiatowy[11][12],
- stacja paliw[13].

### Ulica Bychawska
Ulica Bychawska jest drogą wylotową do Niedrzwicy Dużej, Kraśnika i Bychawy, od której wzięła nazwę. Podobnie jak w przypadku ulicy Lubelskiej, biegła tędy droga wojewódzka nr 834. Ma długość 1,4 km, z czego ok. 600 m biegnie po granicy Bełżyc. Rozpoczyna się na ulicy Lubelskiej, przejeżdża obok ulicy Wilczyńskiego po lewej, następnie przez skrzyżowanie z ul. Fabryczną po prawej i ul. Wojska Polskiego po lewej i kończy swój bieg na granicy miasta z wsią Jaroszewice. Ulica wraz z całym odcinkiem do Niedrzwicy Dużej została określona jako IV standard utrzymania. Przy ulicy znajdują się m.in.:
- bloki mieszkalne[17],
- Zespół Szkół im. Mikołaja Kopernika w Bełżycach[18],
- Samorządowe Przedszkole Publiczne w Bełżycach[19],
- sklep sieci Stokrotka[20][21],
- sklep sieci Intermarche[22][23].

### Ulica Żeromskiego

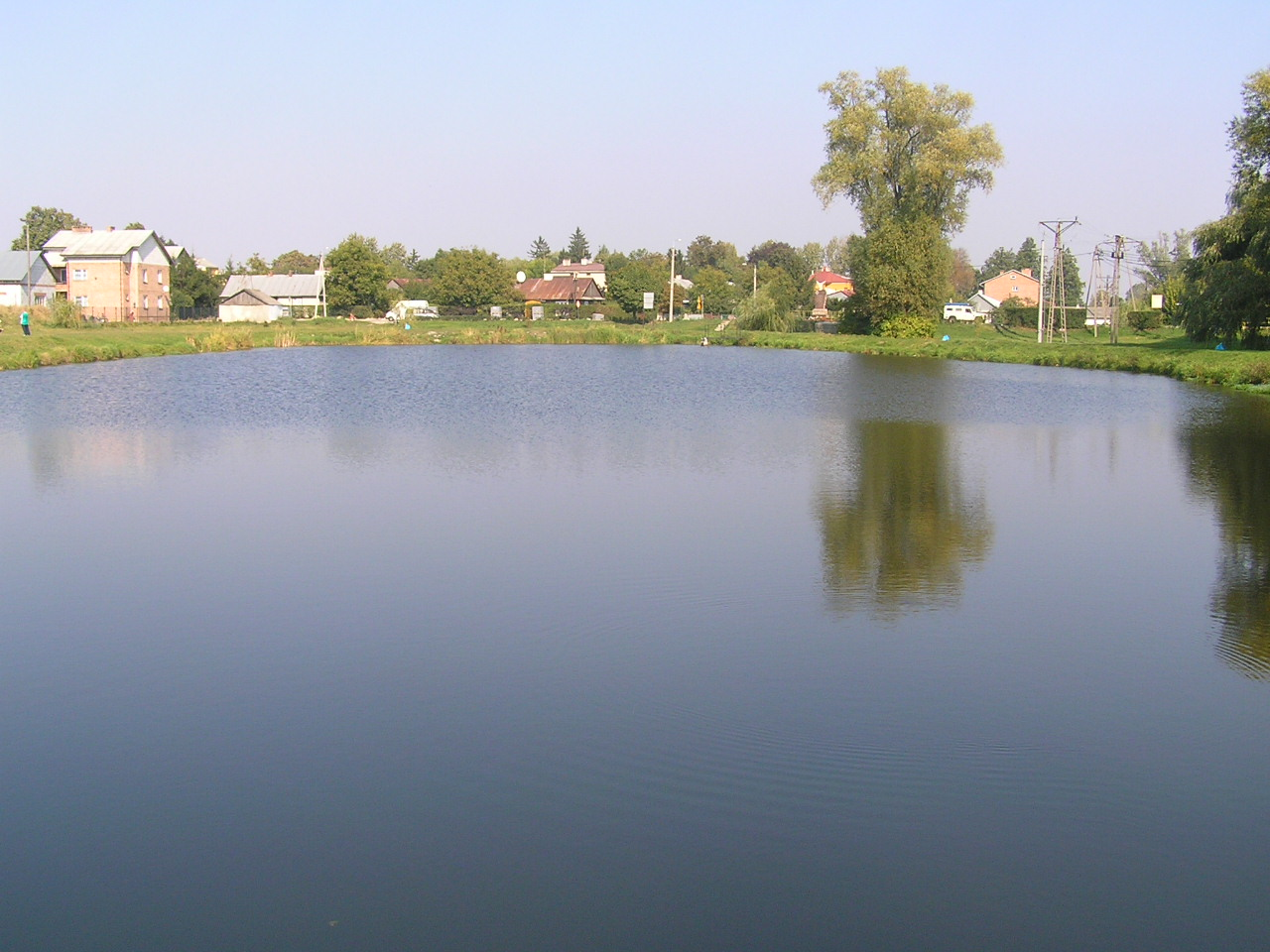
Staw z ulicą Kazimierską w tle

Ulica Żeromskiego prowadzi od ronda 600-lecia Bełżyc do granicy miasta w kierunku Lublina (płn-wsch.). Jest to ponad czterystumetrowy fragment drogi wojewódzkiej 747 w Bełżycach, dużego traktu między Konopnicą a Iłżą w województwie mazowieckim. Przy drodze znajduje się kilka bloków mieszkalnych, przystanek autobusowy i Zarząd Dróg Powiatowych. Nazwa pochodzi od Stefana Żeromskiego. Jedyną ulicą kończącą bieg na Żeromskiego jest ul. Szpitalna.

### Ulica Kazimierska
Ulica Kazimierska to droga wylotowa w kierunku Wojciechowa i Nałęczowa, ale także dojazd do ulicy Żeromskiego – „wylotówki” w kierunku Lublina – ze ścisłego centrum o długości ok. 1,46 km. W pobliżu znajduje się:
- główny przystanek PKS[30],
- zbiornik retencyjny[31],
- Plac Powstańców Warszawy 1944[32] z pomnikiem Niepodległości[33],
- restauracja Stary Młyn w budynku zabytkowego zajazdu[34],
- stacja paliw Lotos Optima[34].

### Ulica Krakowska[35]
Ulica Krakowska to ulica między ulicą Zieloną a ulicą Kościuszki, która kiedyś była częścią drogi wojewódzkiej 747. Ma długość ok. 360 m, z czego ok. 50 m jest odcinkiem jednokierunkowym. Nazwa pochodzi od miasta Kraków.

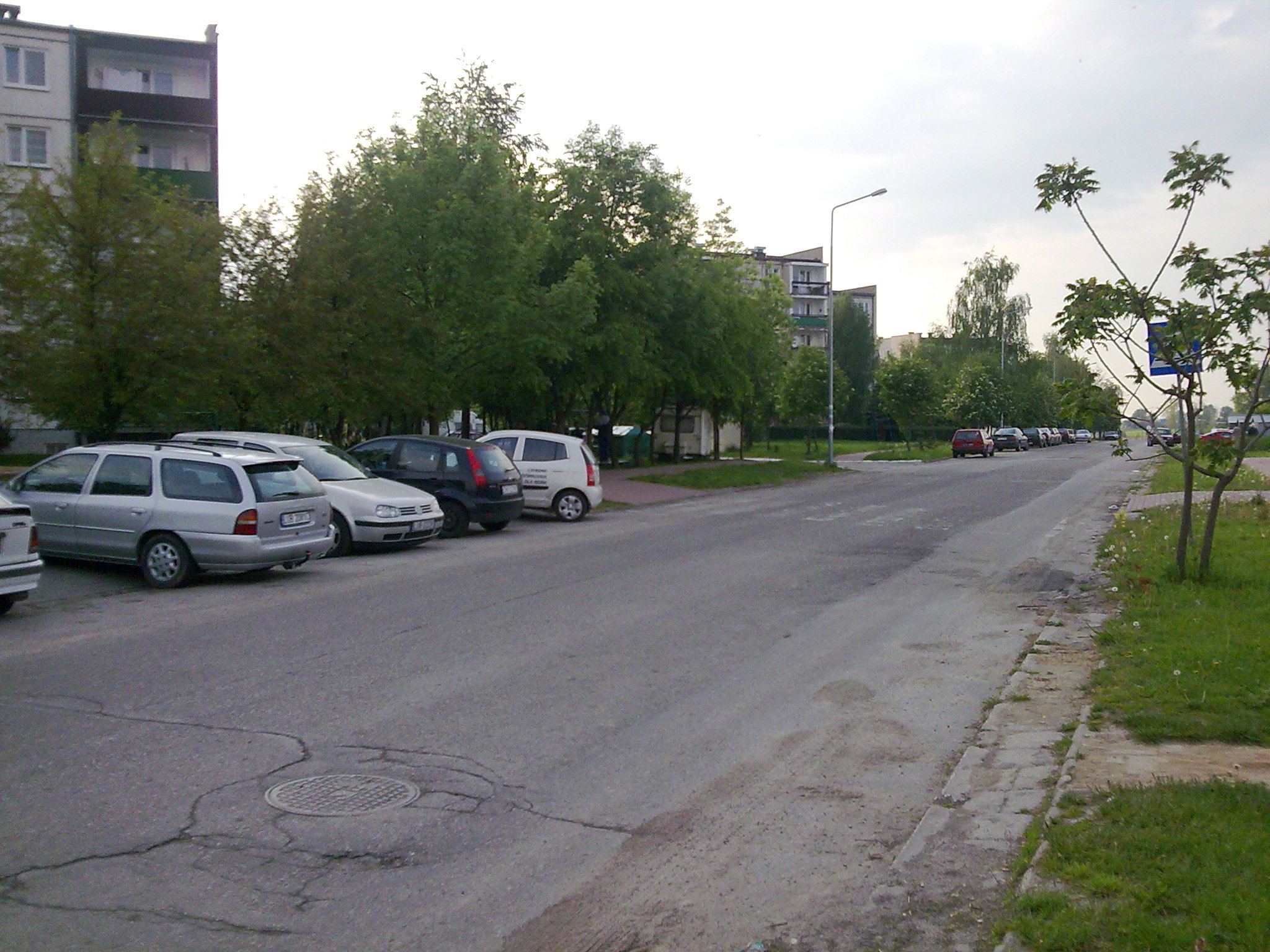
Osiedle przy ulicy Fabrycznej

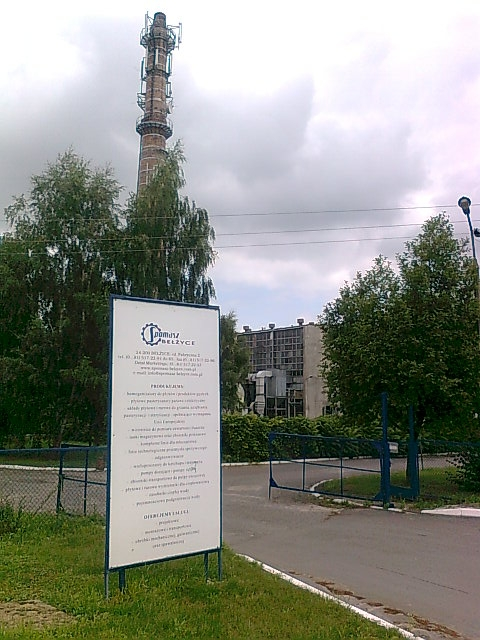
Wjazd do Fabryki Spomasz od strony ul. Fabrycznej

## Ulice, przy których znajduje się coś szczególnego

### Ulica Fabryczna
Ulica Fabryczna ma długość ok. 640 m i prowadzi od ul. Bychawskiej do ul. Lubelskiej. Nazwa prawdopodobnie pochodzi od fabryki znajdującej się przy ulicy.
Przy ulicy znajdują się:
- Minipark handlowy Biedronka (apteka „Centrum”[37], sklepy sieci Biedronka[38], Pepco[39] i Rossmann[40], Kantor[41], Pub[42], Bankomat[43], Paczkomat InPost[44])
- bloki mieszkalne (1,3,4,5,7,9)[45]
- Fabryka Aparatury Mleczarskiej Spomasz istniejąca w Bełżycach od 1971 roku, zatrudniająca aktualnie 181 osób (w budynku biurowym znajduje się także filia Starostwa Powiatowego w Lublinie oraz siłownia)[46][47],

### Ulica Bp. T. Wilczyńskiego
Ulica Bp. T. Wilczyńskiego ma długość ok. 1,14 km. Rozpoczyna się na skrzyżowaniu z ulicami Przemysłową, Krakowską i Kościuszki. Nazwę ulica zawdzięcza Tomaszowi Wilczyńskiemu. Znajduje się przy niej m.in.:
- Szkoła Podstawowa nr 1 im. Jana Pawła II w Bełżycach[49],
- Remiza OSP[50],
- Basen miejski i hala sportowa[51],
- Społeczna Szkoła Muzyczna I stopnia im. Henryka Wieniawskiego w Bełżycach[52],
- wiele domów mieszkalnych.

### Ulica 1000-lecia
Ulica 1000-lecia to ulica o długości ok. 350 m, częściowo stanowi drogę równoległą do Rynku, jednak w dwóch kierunkach ruchu. Znajduje się przy niej:

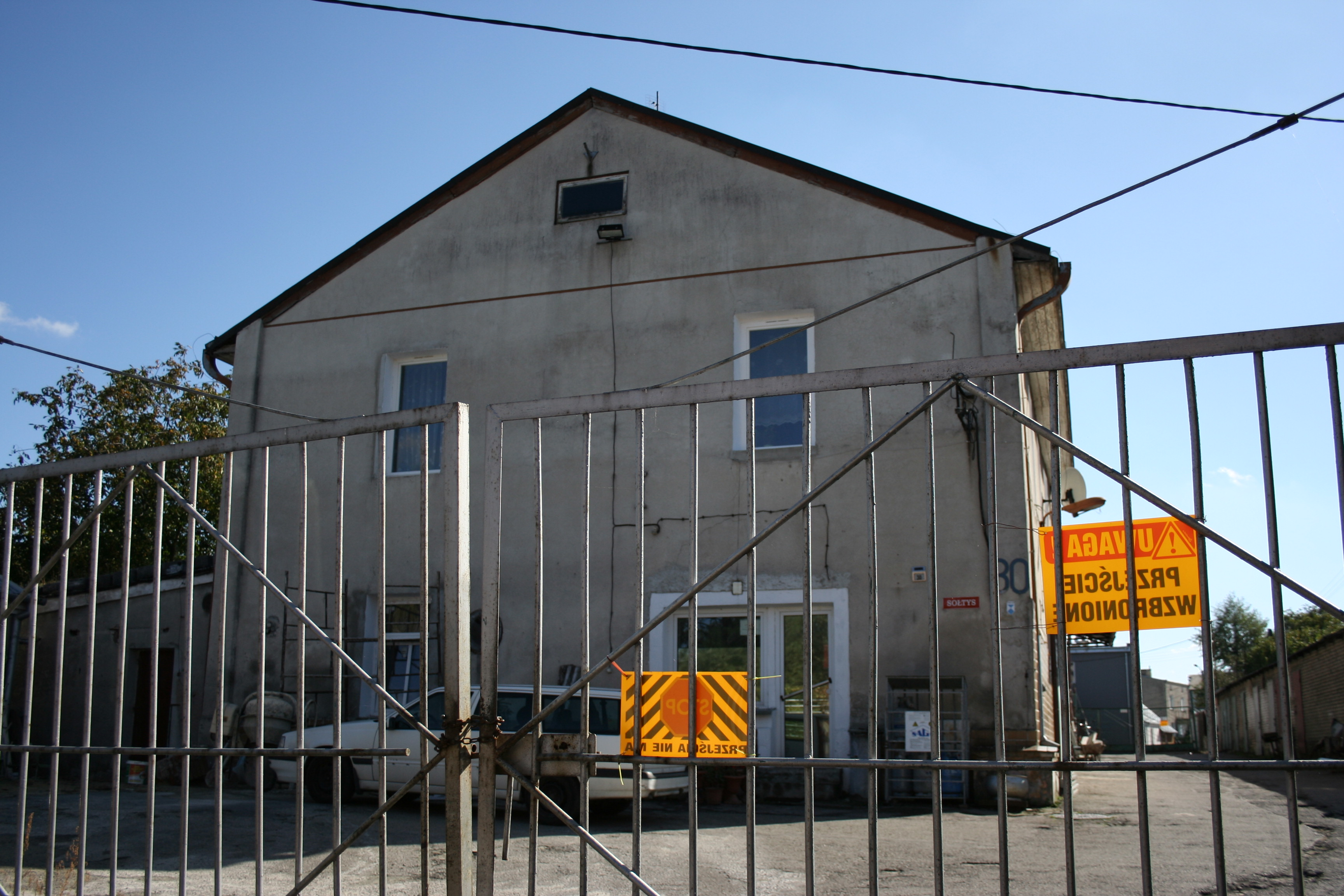
Zamek przebudowany na mleczarnię

- Miejski Dom Kultury w Bełżycach[53]
- Oddział PKO Banku Polskiego[54]

### Ulica Zamkowa
Ulica Zamkowa to ulica położona w centrum miasta, rozpoczynająca się na ulicy Lubelskiej, przecina ulicę Spółdzielczą, Szpitalną i kończy się na Stadionie. Ma długość ok. 470 m. Nazwę zawdzięcza Dawnemu Zamkowi Bełżyckiemu. Przy ulicy Zamkowej znajdują się:
- Stadion Miejski,
- Mleczarnia (Dawny Zamek w Bełżycach).

## Pozostałe ulice[55]
| Nazwa ulicy                         | Długość |
| ----------------------------------- | ------- |
| Ulica 1000-lecia                    | 350 m   |
| Ulica 1 maja                        | 140 m   |
| Ulica Bednarska                     | 330 m   |
| Ulica Biskupa Tomasza Wilczyńskiego | 1140 m  |
| Ulica Bychawska                     | 1400 m  |
| Ulica Cicha                         | 110 m   |
| Ulica Doktora Grażewicza            | 300 m   |
| Ulica Doktora Szymona Klarnera      | 230 m   |
| Ulica Elekcyjna                     | 240 m   |
| Ulica Ewangelicka                   | 200 m*  |
| Ulica Fabryczna                     | 640 m   |
| Ulica Gminna                        | 180 m   |
| Ulica Jabłoniowa                    | 130 m   |
| Ulica Kazimierska                   | 1460 m  |
| Ulica Klonowa                       | 270 m   |
| Ulica Księdza Bargieła              | 40 m    |
| Ulica Kopernika                     | 1950 m  |
| Ulica Kościuszki                    | 1950 m  |
| Ulica Krakowska                     | 360 m   |
| Ulica Kręta                         | 90 m    |
| Ulica Krótka                        | 160 m   |
| Ulica Kwiatowa                      | 190 m   |
| Ulica Lubelska                      | 1640 m  |
| Ulica Mała                          | 90 m    |
| Ulica Milenijna                     | 180 m   |
| Ulica Miła                          | 90 m    |
| Ulica Nachmana z Bełżyc             | 380 m   |
| Ulica Ogrodowa                      | 180 m*  |
| Ulica Orzechowa                     | 90 m    |
| Ulica Partyzantów                   | 120 m   |
| Ulica Pocztowa                      | 220 m   |
| Ulica Polna                         | 290 m   |
| Ulica Północna                      | 370 m   |
| Ulica Prebendarska                  | 450 m   |
| Ulica Przelotowa                    | 660 m   |
| Ulica Przemysłowa                   | 4470 m  |
| Ulica Przeskok                      | 70 m    |
| Ulica Rolnicza                      | 230 m   |
| Ulica Rynek                         | 430 m   |
| Ulica Rzeczna                       | 100 m   |
| Ulica Sadowa                        | 180 m   |
| Ulica Słoneczna                     | 670 m   |
| Ulica Spokojna                      | 300 m   |
| Ulica Sportowa                      | 330 m   |
| Ulica Spółdzielcza                  | 170 m   |
| Ulica Strażacka                     | 280 m   |
| Ulica Szewska                       | 110 m   |
| Ulica Szpitalna                     | 780 m   |
| Ulica Szkolna                       | 660 m   |
| Ulica Sympatyczna                   | 190 m   |
| Ulica Wesoła                        | 230 m   |
| Ulica Wojska Polskiego              | 1040 m* |
| Ulica Wzgórze                       | 1800 m* |
| Ulica Zagrodowa                     | 330 m   |
| Ulica Zamkowa                       | 470 m   |
| Ulica Zielona                       | 180 m   |
| Ulica Żeromskiego                   | 430 m   |
| Ulica Żytnia                        | 260 m   |

Gwiazdka oznacza, że ulica nie ma wyraźnego końca bądź ma kilka odnóg i mierzone zostały tylko ich główne biegi.

## Ronda i place

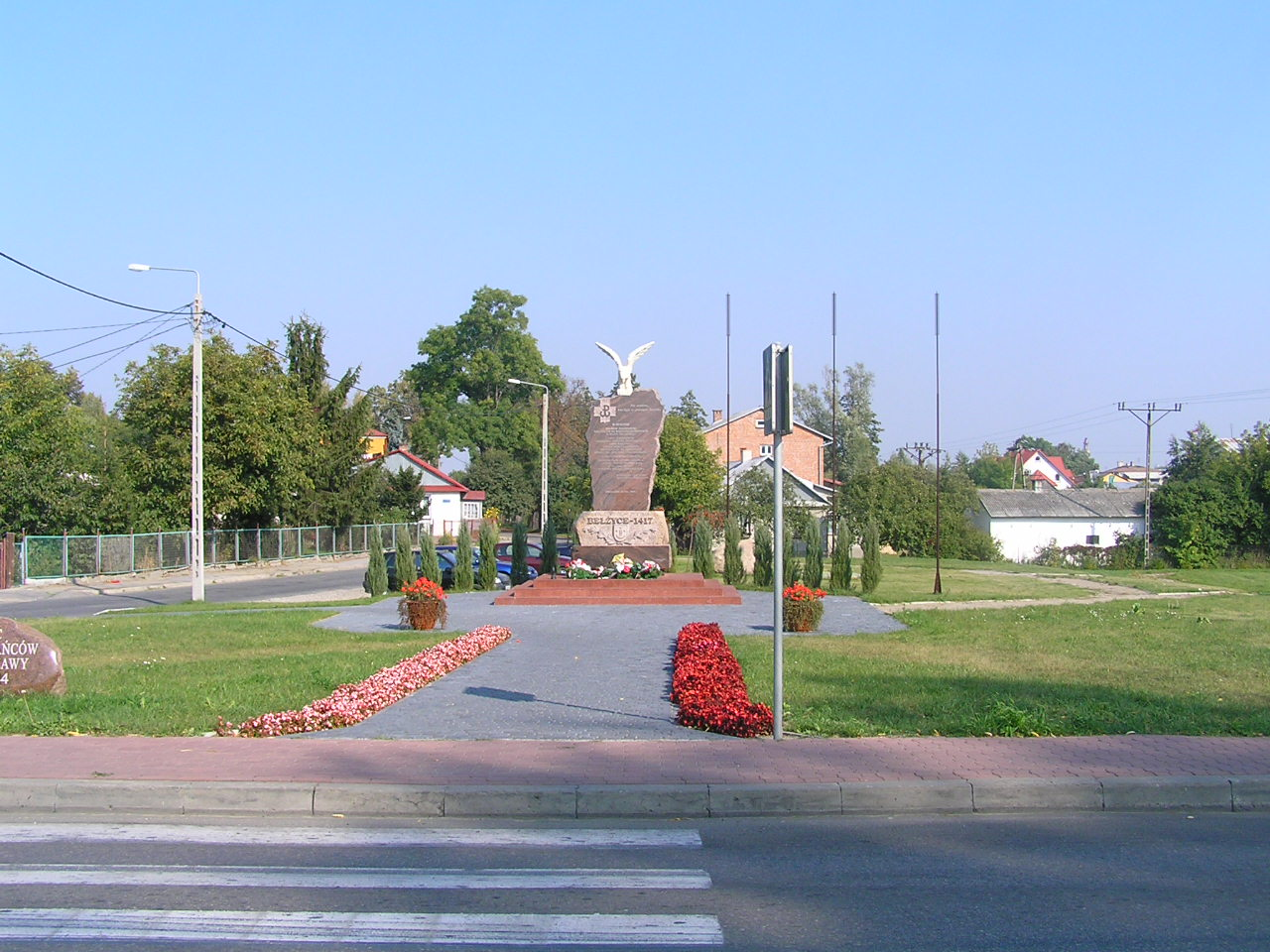
Pomnik Polski Wlalczącej (Niepodległości) na Placu Powstańców Warszawskich

### Plac Powstańców Warszawy 1944
Plac Powstańców Warszawskich w Bełżycach znajduje się w pobliżu Krężniczanki (Ciemięgi Południowej), przy ulicach Kazimierskiej i Doktora Grażewicza. Na placu znajduje się Pomnik Polski Walczącej.

### Plac Kościelny
Plac kościelny to plac z parkingiem w kształcie trójkąta przy Plebanii i Kościele parafialnym Parafii pw. Nawrócenia św. Pawła w Bełżycach, któremu zawdzięcza nazwę.

### Rondo 600-lecia Bełżyc
Rondo 600-lecia Bełżyc to rondo na skrzyżowaniu obwodnicy Bełżyc, ul. Kazimierskiej i ul. Żeromskiego (obwodnica i ul. Żeromskiego to droga wojewódzka 747).